# Пенни Пакс
Пе́нни Пакс (англ. Penny Pax, род. 18 февраля 1989, Майами, Флорида) — американская порноактриса и модель.

## Биография
До прихода в порноиндустрию Пенни Пакс работала спасателем на воде в Форт-Лодердейле. В 2012 году она снялась в независимом фильме ужасов Bloody Homecoming. Начиная с этого же года стала сниматься в порнофильмах. В 2013 году исполнила роль в фильме The Submission of Emma Marx, основанном на сюжете «50 оттенков серого».

## Награды и номинации
| Год  | Награда       | Категория                                 | Фильм                                                                                              | Результат |
| ---- | ------------- | ----------------------------------------- | -------------------------------------------------------------------------------------------------- | --------- |
| 2013 | AVN           | Лучшая новая старлетка                    | н/д                                                                                                | Номинация |
| 2013 | XBIZ          | Лучшая новая старлетка                    | н/д                                                                                                | Номинация |
| 2013 | XBIZ          | Лучшая сцена — Пародия                    | The Dark Knight XXX: A Porn Parody (вместе с Брендоном Миллером)                                   | Номинация |
| 2014 | AVN           | Лучшая актриса                            | The Submission of Emma Marx                                                                        | Номинация |
| 2014 | AVN           | Лучшая сцена анального секса              | The Submission of Emma Marx (вместе с Ричи Калхуном)                                               | Номинация |
| 2014 | XBIZ          | Лучшая актриса—Feature Movie              | The Submission of Emma Marx                                                                        | Номинация |
| 2014 | XBIZ          | Лучшая сцена — Feature Movie              | The Submission of Emma Marx (вместе с Ричи Калхуном)                                               | Номинация |
| 2014 | XCritic Award | Лучшая актриса Feature                    | The Submission of Emma Marx                                                                        | Победа    |
| 2014 | XRCO          | Лучшая актриса                            | The Submission of Emma Marx                                                                        | Номинация |
| 2015 | AVN           | Лучшая актриса                            | Wetwork                                                                                            | Номинация |
| 2015 | AVN           | Лучшая сцена лесбийского группового секса | Cinderella XXX: An Axel Braun Parody (вместе с Картер Круз и Самантой Сэйнт)                       | Номинация |
| 2015 | AVN           | Лучшая сцена лесбийского секса            | 24 XXX: An Axel Braun Parody (вместе с Алектрой Блу)                                               | Номинация |
| 2015 | AVN           | Лучшая сцена группового секса             | King James (вместе с Джеймсом Дином, Верукой Джеймс, Дэни Дэниелс, Карли Монтаной и Мэдди О’Райли) | Номинация |
| 2015 | AVN           | Лучшая сцена орального секса              | Cinderella XXX: An Axel Braun Parody (вместе с Картер Круз)                                        | Номинация |
| 2015 | AVN           | Лучшая сцена триолизма — М/М/Ж            | Private Lives 2 (вместе с Томми Пистолом и Престоном Паркером)                                     | Номинация |
| 2015 | XBIZ          | Лучшая актриса — Feature Movie            | Wetwork                                                                                            | Номинация |
| 2015 | XBIZ          | Лучшая актриса — Пародия                  | American Hustle XXX                                                                                | Номинация |
| 2015 | XBIZ          | Лучшая актриса — Feature Movie            | Wetwork (вместе со Стивеном Сент. Кроксом)                                                         | Номинация |
| 2015 | XRCO          | Лучшая актриса                            | Wetwork                                                                                            | Победа    |
| 2016 | AVN           | Лучшая актриса                            | The Submission of Emma Marx: Boundaries                                                            | Победа    |
| 2016 | AVN           | Лучшая сцена триолизма — М/М/Ж            | The Submission of Emma Marx: Boundaries (вместе с Логан Пирс и Ричи Калхуном)                      | Номинация |
| 2016 | AVN           | Лучшая сцена жёсткого секса               | Straight Up Anal (вместе с Сарой Шевон и Майком Адриано)                                           | Номинация |
| 2016 | XBIZ          | Лучшая актриса—Feature Release            | The Submission of Emma Marx 2: Boundaries                                                          | Номинация |
| 2016 | XBIZ          | Лучшая актриса—All-Girl Release           | Lesbian Fashionistas                                                                               | Победа    |
| 2016 | XBIZ          | Лучшая сцена секса—Feature Release        | The Submission of Emma Marx 2: Boundaries (вместе с Ричи Калхуном)                                 | Номинация |
| 2016 | XBIZ          | Лучшая сцена триолизма — М/М/Ж            | The Submission of Emma Marx 2: Boundaries (вместе с Логан Пирс и Ричи Калхуном)                    | Номинация |
| 2016 | XRCO          | Лучшая актриса                            | The Submission of Emma Marx 2: Boundaries                                                          | Победа    |
| 2017 | XBIZ          | Лучшая актриса — Feature Release          | The Submission of Emma Marx: Evolved                                                               | Победа    |